# دیوید کیوز
دیوید کِـیوز (انگلیسی: David Caves؛ ۷ اوت ۱۹۷۹) بازیگر اهل ایرلند شمالی است.
از فیلم‌ها یا برنامه‌های تلویزیونی که وی در آن نقش داشته‌است، می‌توان به جکی و شاهد خاموش اشاره کرد.